# قلب پاک
قلب پاک یک فیلم ایتالیایی در سبک درام به کارگردانی روبرتو د پائولیس محصول سال۲۰۱۷ است.
این فیلم برای رقابت در بخش دو هفته کارگردانان جشنواره فیلم کن ۲۰۱۷ انتخاب شده‌است.

## بازیگران
- باربورا بوبولوا
- ادواردو پِشه
- استفانو فرزی